# Vesículas encefálicas primarias
Las vesículas encefálicas primarias son el conjunto de dilataciones formadas en el tubo neural durante la cuarta semana de desarrollo embrionario. De caudal a craneal se las denomina: rombencéfalo, mesencéfalo y prosencéfalo. Hacia la quinta semana de desarrollo quedarán divididas en cinco vesículas, en este caso llamadas "secundarias". Un ejemplo es el origen embrionario del oído que aparece en el embrión a los 22 días. Como un engrosamiento del ectodermo superficial a cada lado del ROMBENCEFALO
- Datos: Q6160806